# Линеен кораб проект на инженер Костенко
Линеен кораб проект на инженер Костенко (на руски: Линкор проекта инженера Костенко) е най-съвършеният сред проектите за нов руски линеен кораб-свръхдредноут, подготвен в дореволюционна Русия, както и най-късният сред тях. Той се отличава с доброто балансиране на характеристиките въоръжение, скорост и брониране.

## История на създаването
Даденият проект се разработва в периода 1916 – 1917 г. под ръководството на В. П. Костенко. Проектът се основава на англо-германския опит от Ютландското сражение, и за това, от самото начало се предполага отказът от по-рано използващото се пределно артилерийско насищане на корабите. Вече въоръжението трябва, в повече или по-малко, да се намира в баланс с бронезащитата и скоростта.

## Описание на конструкцията
Разработени са 4 варианта на кораба. 1-вият се явява бързоходен линеен крайцер, а 4-тият – относително бавен линкор. Вариантите 2 и 3 представляват междинни техни варианти.
Главният брониран пояс на линкора има дебелина от 250 до 325 мм в зависимост от варианта, от вариант към вариант дебелината се увеличава с по 25 мм. Зад основния броневи пояс върви преграда от две плочи – 75-мм и 25-мм, сумарно още 100 мм. Освен това, има и 20-мм риза на борда, и общата дебелина на бронята на борда на корпуса при цитаделата съставлява 370, 395, 420 и 445 мм. По носа и на кърмата, независимо от варианта, бронята съставлява съответно 100 мм и 200 мм, като бронята на кърмата не достига до ахтерхщевена, и завършва в преграда.
Хоризонталното брониране е представено от няколко палуби. Горната палуба има дебелина от 35 мм и фактически представлява бронева настилка. Средната има дебелина 35 мм, плюс още 35 мм настилка, всичко 70 мм. Над бордовите коридори дебелината изтънява до 50 мм, и там има само един слой.
Както и при по-ранните проекти, бронирането на кулите съставлява 400 мм по кръга (чело, страни и тил), 200 мм предна наклонена част на покрива и 250 мм задна хоризонтална част. Барбетите имат дебелина 250 мм под горната палуба и 375 мм над нея.
Бронирането на шестте малки бордови кули съставлява 150 мм.
Бронирането на рубката по кръг съставлява 400 мм, а покривът, който има специално ограждение за наблюдатели, е изпъкнал – за да се намали вероятността да се огъне надолу/навътре при попадение на снаряда отгоре и има дебелина от 300 мм.
Вече е разработена и противоторпедната защита – до този момент цялата противоторпедна защита на руските линкори се състои само от надлъжна преграда, която има дебелина от 10 до 30 мм.
В проекта на Костенко след бордовия клетъчен слой с дебелина 1,2 метра вървят три прегради. Средната има дебелина от 25 мм – за да не може да бъде пробита от осколките на първата преграда – и отстои от борда на 4,5 метра. Между първата и втората прегради има цистерна с ширина 1,5 метра. Този участък може да служи като допълнителни нефтени ями. Обаче се предполага да бъде запълван със задбордна вода. Корабът може да приеме около 5000 тона вода и така да се потопява с 600 мм. Общата дебелина на защитата на корпуса от подводни взривове съставлява 7,5 метра.
Въоръжението, за всички кораби, е представено от 406-мм оръдия на главния калибър с дължина на ствола 45 калибра, и 130-мм оръдия с дължина на ствола 55 калибра.
Оръдията на главния калибър са поместени в три или в четири кули. Кулите са разположени линейно-терасовидно, но вече надстройките не разделят между тях кули №1 и №2 и кули №3 и №4. Такава конструкция никъде другане не се повтаря. При това кули №2 и 3 могат да водят огън над крайните кули при възвишение 10 градуса, това съответства на далечина на стрелбата на тези оръдия примерно от 70 – 80 кабелтови (13 – 14,8 км). Противоминната артилерия е разположена частично в каземати, частично в шест двуоръдейни кули (по три на борд). Общия брой на тези оръдия във всичките проекти остава 20 броя. Наистина, към 1917 г. това оръдие вече не е достатъчно даже за заградителен огън, и има вариант за неговата замяна със 152-мм оръдия нова конструкция (съдейки по всичко това не са старите оръдия Кане), но поставянето на такива оръдия не е детайлно разработвано. В таблицата с данните за различните проекти за линкори и линейни крайцери от книгата на Сергей Виноградов за спомагателната артилерия на проекта на завод „Наваль“ са указани 6"/52 оръдия. Руското 6"/52 оръдие има тегло на снаряда от 47,3 кг, скоростта на снаряда съставлява 914 м/с и то напълно подхожда в качеството на противоминен калибър на линкор от края на Първата световна война, за разлика от старото 6"/45 Кане, балистиката на което се счита за остаряла. При по-новото оръдие има „четвъртавтоматичен“ клинов затвор – отварящ се след изстрела, но с ръчно затваряне – с унитарни снаряди, като скорострелността му съставлява 8 изстрела в минута.
В зависимост от проекта в кулите на ГК са поставени различен брой оръдия. Така например, №1 има четири двуоръдейни кули, две на носа и две на кърмата, №2 и №4 имат три и четири съответно триоръдейни кули, а №3 има две крайни двуоръдейни кули, между които са разположени две триоръдейни.
| Вариант | Водоизместимост | Дължина | Скорост | Брониране на цитаделата | Артилерия и тегло на бордовия залп    |
| ------- | --------------- | ------- | ------- | ----------------------- | ------------------------------------- |
| № 1     | 42 360          | 252     | 31,5    | 350 (250+100)           | 8х406 (4х2), 8 928 – 8 936 кг         |
| № 2     | 44 000          | 240     | 30      | 375 (275+100)           | 9х406 (3х3), 10 044 – 10 053 кг       |
| № 3     | 43 600          | 240     | 28      | 400 (300+100)           | 10х406 (2х3, 2х2), 11 160 – 11 170 кг |
| № 4     | 45 200          | 230     | 25      | 425 (325+100)           | 12х406 (4х3), 13 392 – 13 404 кг      |

За силовата установка на кораба няма нищо известно, но, изхождайки от общите размери на проекта и скоростта му, може да се предположи, че мощността трябва да съставлява около 150 000 конски сили.

## Оценка на проекта
Както показват разчетите на Виноградов, даденият кораб (във варианта 2) има преимущество в боя практически над всички свои близки конкуренти – корабите „Мериленд“, „Саут Дакота“, „Нагато“, „Тоса“, „Амаги“, „Овари“, и с малко отстъпва на английския „G-3“.
Линкор на инженер Костенко – несъществуващ реално проект за линеен кораб.

### История на появата на мита
В периода 1934 – 1939 г. В. П. Костенко написва книгата „Броневата защита на бойните кораби“ (на руски: „Броневая защита боевых кораблей“). Тя не е публикувана, както и нейният рецензиран вариант написан след Втората световна война. В дадения труд В. П. Костенко утвърждава, че в периода 1916 – 1917 г., оглавявайки проектния отдел на корабостроителния завод „Наваль“, той е проектирал 4 варианта на линкор с 16 дюймова артилерия. Обаче за този проект не са съхранени никакви материали и разчети, освен няколко ескиза изпълнени от самия В. П. Костенко.
Няма никакви сведения за това, че МГЩ (Морски Генерален Щаб) на Руската империя е разработвал задание за проектирането на нов линкор през 1916 г. Не са намерени документи потвърждаващи поръчка за изпълнение на проекта към завода „Наваль“, а също така и финансови документи за заплащането на такава работа.
Може да се предположи, че представените от В. П. Костенко ескизи, се отнасят към негови собствени виждания по повод възможния вид на линкора на бъдещето, направени в периода 1916 – 17 г. Или тези ескизи са нарисувани по време на написването на книгата „Броневата защита на бойните кораби“, а цялата им история е измислена.

### Популяризация на мита
В публикуваната през 1999 г. книга на С. Е. Виноградов „Последните исполини на руския императорски фрот“ (на руски: „Последние исполины российского императорского флота“) проектът на Костенко се описва като реално съществуващ. С. Е. Виноградов, по ескизите на В. П. Костенко, прави някои изчисления и рисува чертежи. Освен това е измислена история за полуофициалната поръчка на дадения проект. Но няма никакви документи, в потвърждение на собствената версия, не са предоставени от автора.
От този момент всички публикации за проекта на линеен кораб на Костенко се позовават на книгата на Виноградов, като източник, който тя не е.

### Оценка на проекта
Тъй като най-вероятно е, че този „проект“ е съставен през годините след 1930, а изчисленията са направени от Виноградов вече след 1990 година на 20 век, то няма никакъв смисъл в неговото сравнение с проектите или реалните кораби на периода след 1920 години.

## Илюстрации
Варианти на проекта на Костенко лист 1
Варианти на проекта на Костенко лист 2
Кулите от проекта за линкор на Костенко
Сечение по мидъла – план на бронирането на линкора на Костенко
Вторият – най-добър – вариант на линкора на Костенко, основни проекции и устройство, изглед отстрани
Неговото устройство, изглед отгоре
Бойната рубка според проекта на Костенко
Разположението на машин във вариантите за линкор на Костенко